# Gerhard Ruhbach
Gerhard Ruhbach (* 31. März 1933 in Königsberg (Preußen); † 10. November 1999 in Bielefeld) war ein deutscher evangelischer Theologe und Professor für Kirchengeschichte, sein Schwerpunkt lag in der christlichen Spiritualität.

## Leben
Gerhard Ruhbach studierte Evangelische Theologie und Klassische Philologie in Bethel, Heidelberg und München. Nach Vikariat und Ordination war er Assistent bei Hans von Campenhausen in Heidelberg. 1962 wurde er in Heidelberg mit einer Dissertation über Apologetik und Geschichte. Untersuchungen zur Theologie Eusebs von Caesarea promoviert. Von 1963 bis zu seinem Tode 1999 war er als Nachfolger von Alfred Adam Professor für Kirchengeschichte an der Kirchlichen Hochschule Bethel.
Ruhbach verband Spiritualität und wissenschaftliche Theologie. Diese wichtige Grundeinsicht vermittelte er in der Lehre, durch Einkehrtage und seine Veröffentlichungen zum Thema Spiritualität. Damit schlug er eine Brücke zwischen universitärer Theologie und Gemeindefrömmigkeit.

## Schriften
- Mit Gustav Krüger: Ausgewählte Märtyrerakten. Mohr Siebeck Verlag, Tübingen 1965.
- Altkirchliche Apologeten. Gütersloher Verlagshaus Mohn, Gütersloh 1966.
- Kirchenunionen im 19. Jahrhundert. Gütersloher Verlagshaus Mohn, Gütersloh 1967.
- Bekenntnis in Bewegung. Ein Informations- und Diskussionsbuch. Vandenhoeck & Ruprecht, Göttingen 1969.
- Mit Alfred Adam: Sprache und Dogma. Untersuchungen zu Grundproblemen der Kirchengeschichte. Gütersloher Verlagshaus Mohn, Gütersloh 1969.
- Kirchengeschichte (Reihe Studienbücher Theologie). Gütersloher Verlagshaus Mohn, Gütersloh 1974, ISBN 3-579-04459-1.
- Glaube und Erziehung bei Martin Luther. In: Kurt Heimbucher (Hrsg.): Luther und der Pietismus. An alle, die mit Ernst Christen sein wollen. Brunnen, Gießen 1983, ISBN 3-7655-9507-1, S. 196–213.
- Mit Josef Sudbrack: Große Mystiker. Verlag C.H.Beck, München 1984, ISBN 3-40630-305-6.
- Mit Kurt Dietrich Schmidt: Chronologische Tabellen zur Kirchengeschichte (Reihe Göttinger theologische Lehrbücher). Vandenhoeck & Ruprecht, Göttingen, 5. Aufl. 1986, ISBN 3-525-52134-0.
- Theologie und Spiritualität. Beiträge zur Gestaltwerdung des christlichen Glaubens. Vandenhoeck & Ruprecht, Göttingen 1987, ISBN 3-525-60626-5.
- Mit Josef Sudbrack: Christliche Mystik. Texte aus zwei Jahrtausenden. C.H. Beck, München 1989, ISBN 3-40633-622-1.
- Den Lebensrhythmus finden. Besinnungen. Vandenhoeck & Ruprecht, Göttingen 1993, ISBN 3-525-60384-3.
- Geistlich leben. Wege zu einer Spiritualität im Alltag. Brunnen-Verlag, Gießen 1996, ISBN 3-7655-5481-2.